# División de Honor de rugby 2011-12
La temporada 2011-12 de la División de Honor es la 45.ª de esta competición en la que participarán diez equipos españoles. El nombre oficial de la competición será nuevamente Liga Renfe División de Honor tras continuar dicha empresa como patrocinador principal. La competición dio comienzo el 18 de septiembre de 2011 y finalizará el 13 de mayo de 2012.

## Equipos participantes
| Equipo                         | Ciudad                    | Estadio                             | Entrenador                   | Marca      |
| ------------------------------ | ------------------------- | ----------------------------------- | ---------------------------- | ---------- |
| Sanitas Alcobendas Rugby       | Alcobendas                | Las Terrazas                        | Jesús Delgado                | Canterbury |
| Cetransa El Salvador           | Valladolid                | Campos de Pepe Rojo                 | Juan Carlos Pérez            | Nike       |
| VRAC Quesos Entrepinares       | Valladolid                | Campos de Pepe Rojo                 | Fernando de la Fuente        | Kappa      |
| AMPO Ordizia Rugby Elkartea    | Ordicia                   | Estadio Municipal de Altamira       | Inazio Araña Paul Healy      | Astore     |
| Bizkaia Gernika Rugby Taldea   | Guernica y Luno (Vizcaya) | Campo de Urbieta                    | Jorge Giménez                | Proact     |
| Getxo Artea Rugby Taldea       | Guecho                    | Ciudad deportiva de Fadura          | Bryce Bevin                  | Viator     |
| Cajasol Ciencias               | Sevilla                   | Instalaciones Deportivas La Cartuja | Jon Curry José Ignacio       | Hummel     |
| IVECO Universidade Vigo        | Vigo                      | Lagoas-Marcosende                   | David Monreal Norman Maxwell | Canterbury |
| Club de Rugby La Vila          | Villajoyosa               | Campo de rugby El Pantano           | Mark Hewitt                  | Viator     |
| Unio Esportiva Santboiana Seat | San Baudilio de Llobregat | Estadi Baldiri Aleu                 | Lewis Williams               | Nike       |

Para la Temporada 2011-2012 ascienden a División de Honor el Getxo Artea y el IVECO Universidade Vigo al vencer en sus respectivas eliminatorias de ascenso a Les Abelles y CRC Madrid respectivamente. Para el Vigo, será su primera temporada en su historia en la máxima categoría a pesar de haber sido duda su inscripción hasta última hora por problemas económicos en la entidad. Para Guecho supone el regreso después de dos temporadas en División de Honor B.
En contrapartida, CAU Valencia y Pégamo Bera Bera pierden la categoría para esta temporada tras terminar último y penúltimo de la tabla en la pasada campaña. Como curiosidad, es el segundo descenso consecutivo del equipo vasco, repescado el año pasado con la compra de la plaza en División de Honor al CRC Madrid.

### Equipos por comunidades autónomas
| Comunidad autónoma   | N.º | Equipos                                         |
| -------------------- | --- | ----------------------------------------------- |
| País Vasco           | 3   | Getxo Artea, Bizkaia Gernika y AMPO Ordizia     |
| Castilla y León      | 2   | Cetransa El Salvador y VRAC Quesos Entrepinares |
| Comunidad Valenciana | 1   | Club de Rugby La Vila                           |
| Cataluña             | 1   | UE Santboiana Seat                              |
| Galicia              | 1   | IVECO Universidade Vigo                         |
| Comunidad de Madrid  | 1   | Sanitas Alcobendas Rugby                        |
| Andalucía            | 1   | Cajasol Ciencias                                |

## Sistema de competición[1]
El sistema de competición es una liga regular a dos vueltas (partidos de ida y vuelta) de 10 equipos. Este año, la principal novedad de la categoría reina del rugby nacional es la inclusión de eliminatorias por el título. Los seis mejores clasificados al finalizar las dieciocho jornadas de temporada regular se jugarán el título en los play-offs. Primer y segundo clasificados accederán directamente a semifinales mientras que tercero, cuarto, quinto y sexto jugarán una fase previa para acceder a ellas. Este sistema da un total de 18 jornadas de liga y noventa partidos, más cinco de play-off, además de un partido especial para dirimir el ascenso o descenso de categoría de uno de los equipos (jugado entre el noveno de División de Honor y el segundo de División de Honor B).

### Sistema de puntuación
- Cada victoria suma 4 puntos.
- Cada empate suma 2 puntos.
- Cuatro ensayos en un partido suma 1 punto de bonus.
- Perder por una diferencia de siete puntos o inferior suma 1 punto de bonus.

### Ascensos y descensos
Desde la temporada 2011-2012 el sistema de ascensos y descensos es el siguiente:
- Descenso directo para el último clasificado al final de las dieciocho jornadas.
- Promoción para el penúltimo clasificado al final de las dieciocho jornadas.
- Ascenso directo del ganador de la eliminatoria de División de Honor B.
- Promoción de ascenso para el segundo clasificado de la eliminatoria.

## Pretemporada
Como es habitual cada verano, los clubes participantes este año en División de Honor realizan test de pretemporada a lo largo del mes de agosto y septiembre:
- 28 de agosto: VRAC vs Sanitas Alcobendas en Tordesillas. Resultado 29-36[13]
- 28 de agosto: Cetransa El Salvador vs Oviedo FEVE en Valladolid. Resultado 29-25
- 3 de septiembre: UE Santboiana Seat vs Football club villefranchois en Tarragona. Resultado 19-8[14]
- 3 de septiembre: Sanitas Alcobendas vs Oviedo FEVE en Alcobendas. Resultado 48-12[15]
- 3 de septiembre: Cetransa El Salvador vs Bizkaia Gernika en Guernica y Luno. Resultado 33-12[16]
- 4 de septiembre: Cajasol Ciencias vs VRAC en Cáceres. Resultado 7-36[17]
- 10 de septiembre: CRC Madrid vs Sanitas Alcobendas en Pozuelo de Alarcón. Resultado 14-17[18]
- 10 de septiembre: VRAC vs Cetransa El Salvador en Valladolid. Resultado 28-20[19]
- 10 de septiembre: Bidart Rugby Union vs Getxo Artea en Bidart. Resultado 5-36[20]

## Supercopa
En asamblea de la Federación española, se acordó que la Supercopa de 2011 se disputase a partido único entre los campeones de liga y copa, es decir, C.R La Vila y Cetransa El Salvador. El partido se disputó el miércoles 12 de octubre en el Estadio Nacional Complutense retransmitido en abierto por Marca TV. La Vila se proclamó campeón de esta edición tras derrotar al Cetransa El Salvador por un marcador de 24-10 alzando su primer título de estas características.

## Clasificación
Actualizado a últimos partidos disputados el 15 de abril de 2012.
|  |     | Equipo                      | PJ | G  | E | P  | PF  | PC  | Dif  | PBO | PBD | Pts |
|  | --- | --------------------------- | -- | -- | - | -- | --- | --- | ---- | --- | --- | --- |
|  | 1.  | VRAC Quesos Entrepinares    | 18 | 15 | 0 | 3  | 589 | 374 | 215  | 9   | 2   | 71  |
|  | 2.  | AMPO Ordizia R.E.           | 18 | 13 | 1 | 4  | 543 | 384 | 159  | 8   | 3   | 65  |
|  | 3.  | UE Santboiana Seat          | 18 | 13 | 0 | 5  | 536 | 348 | 188  | 10  | 2   | 64  |
|  | 4.  | C.R. La Vila (C)            | 18 | 10 | 2 | 6  | 450 | 442 | 8    | 8   | 1   | 53  |
|  | 5.  | Bizkaia Gernika R.T         | 18 | 9  | 0 | 9  | 431 | 388 | 43   | 7   | 4   | 47  |
|  | 6.  | Getxo Artea (A)             | 18 | 9  | 2 | 7  | 406 | 409 | -3   | 4   | 3   | 47  |
|  | 7.  | Cetransa El Salvador        | 18 | 9  | 0 | 9  | 469 | 472 | -3   | 7   | 2   | 45  |
|  | 8.  | Cajasol Ciencias            | 18 | 5  | 0 | 13 | 353 | 503 | -150 | 6   | 5   | 31  |
|  | 9.  | IVECO Universidade Vigo (A) | 18 | 2  | 0 | 16 | 353 | 543 | -190 | 7   | 7   | 22  |
|  | 10. | Sanitas Alcobendas          | 18 | 2  | 1 | 15 | 325 | 592 | -267 | 5   | 3   | 18  |

Pts = Puntos totales; PJ = Partidos Jugados; G = Partidos Ganados; E = Partidos Empatados; P = Partidos Perdidos; PF = Puntos a favor; PC = Puntos en contra; Dif = Diferencia de puntos; PBO = Bonus ofensivos; PBD = Bonus defensivos
|  | Clasificados directamente a semifinales de la eliminatoria por el título |
|  | Clasificados para el play off por el título                              |
|  | Promoción de descenso a División de Honor B                              |
|  | (C) Campeón 2010/11                                                      |
|  | (A) Ascenso 2010/11                                                      |

### Evolución de la clasificación
| Equipo / Jornada | 01 | 02 | 03 | 04 | 05 | 06 | 07 | 08 | 09 | 10 | 11 | 12 | 13 | 14 | 15 | 16 | 17 | 18 |
| ---------------- | -- | -- | -- | -- | -- | -- | -- | -- | -- | -- | -- | -- | -- | -- | -- | -- | -- | -- |
| VRAC             | 5  | 5  | 5  | 3  | 2  | 2  | 3  | 2  | 2  | 3  | 2  | 3  | 2  | 2  | 1  | 1  | 1  | 1  |
| Ordizia          | 4  | 6  | 4  | 4  | 3  | 3  | 2  | 3  | 3  | 2  | 3  | 2  | 3  | 3  | 3  | 2  | 3  | 2  |
| Santboiana       | 6  | 4  | 3  | 1  | 1  | 1  | 1  | 1  | 1  | 1  | 1  | 1  | 1  | 1  | 2  | 3  | 2  | 3  |
| C.R La Vila      | 1  | 2  | 2  | 5  | 5  | 6  | 6  | 6  | 6  | 5  | 5  | 5  | 5  | 4  | 5  | 5  | 4  | 4  |
| Gernika R.T      | 3  | 1  | 1  | 2  | 4  | 4  | 4  | 4  | 4  | 4  | 4  | 4  | 4  | 5  | 4  | 4  | 5  | 5  |
| Getxo            | 7  | 9  | 9  | 9  | 8  | 9  | 7  | 7  | 7  | 6  | 6  | 6  | 7  | 6  | 6  | 6  | 6  | 6  |
| El Salvador      | 10 | 8  | 8  | 7  | 7  | 5  | 5  | 5  | 5  | 7  | 7  | 7  | 6  | 7  | 7  | 7  | 7  | 7  |
| Ciencias         | 2  | 3  | 6  | 6  | 6  | 7  | 8  | 8  | 8  | 8  | 8  | 8  | 8  | 8  | 8  | 8  | 8  | 8  |
| Vigo             | 8  | 10 | 10 | 10 | 10 | 10 | 10 | 10 | 10 | 10 | 10 | 10 | 10 | 10 | 9  | 9  | 9  | 9  |
| Alcobendas       | 9  | 7  | 7  | 8  | 9  | 9  | 9  | 9  | 9  | 9  | 9  | 9  | 9  | 9  | 10 | 10 | 10 | 10 |

## Play off por el título
|  | Cuartos de final      | Cuartos de final         | Cuartos de final         |                       |                    | Semifinales        | Semifinales | Semifinales |  |                          | Final                    | Final      | Final      |  |
|  | 29 de abril           | 29 de abril              | 29 de abril              |                       |                    | 6 de mayo          | 6 de mayo   | 6 de mayo   |  |                          | 13 de mayo               | 13 de mayo | 13 de mayo |  |
|  |                       |                          |                          |                       |                    |                    |             |             |  |                          |                          |            |            |  |
|  |                       |                          |                          |                       |                    |                    |             |             |  |                          |                          |            |            |  |
|  |                       |                          |                          |                       |                    |                    |             |             |  |                          |                          |            |            |  |
|  |                       |                          |                          |                       |                    |                    |             |             |  |                          |                          |            |            |  |
|  |                       |                          |                          |                       |                    |                    |             |             |  |                          |                          |            |            |  |
|  |                       | VRAC Quesos Entrepinares | VRAC Quesos Entrepinares | 55                    |                    |                    |             |             |  |                          |                          |            |            |  |
|  |                       |                          |                          | 55                    |                    |                    |             |             |  |                          |                          |            |            |  |
|  |                       |                          | Getxo Artea              | Getxo Artea           | 25                 |                    |             |             |  |                          |                          |            |            |  |
|  | C. R. La Villa        | C. R. La Villa           | Getxo Artea              | Getxo Artea           | 25                 | 3                  |             |             |  |                          |                          |            |            |  |
|  | C. R. La Villa        | C. R. La Villa           |                          |                       |                    |                    |             |             |  |                          |                          |            |            |  |
|  | Getxo Artea           | Getxo Artea              | 33                       |                       |                    |                    |             |             |  |                          |                          |            |            |  |
|  | Getxo Artea           | Getxo Artea              | 33                       |                       |                    |                    |             |             |  | VRAC Quesos Entrepinares | VRAC Quesos Entrepinares | 22         |            |  |
|  |                       |                          |                          |                       |                    |                    |             |             |  | VRAC Quesos Entrepinares | VRAC Quesos Entrepinares | 22         |            |  |
|  |                       |                          | AMPO Ordizia R. E.       | AMPO Ordizia R. E.    | 10                 |                    |             |             |  |                          |                          |            |            |  |
|  | U. E. Santboiana Seat | U. E. Santboiana Seat    | AMPO Ordizia R. E.       | AMPO Ordizia R. E.    | 10                 | 14                 |             |             |  |                          |                          |            |            |  |
|  | U. E. Santboiana Seat | U. E. Santboiana Seat    |                          |                       |                    |                    |             |             |  |                          |                          |            |            |  |
|  | Bizkaia Gernika R. T. | Bizkaia Gernika R. T.    | 18                       |                       |                    |                    |             |             |  |                          |                          |            |            |  |
|  | Bizkaia Gernika R. T. | Bizkaia Gernika R. T.    | 18                       |                       | AMPO Ordizia R. E. | AMPO Ordizia R. E. | 38          |             |  |                          |                          |            |            |  |
|  |                       |                          |                          |                       | AMPO Ordizia R. E. | AMPO Ordizia R. E. | 38          |             |  |                          |                          |            |            |  |
|  |                       |                          | Bizkaia Gernika R. T.    | Bizkaia Gernika R. T. | 22                 |                    |             |             |  |                          |                          |            |            |  |
|  |                       |                          | Bizkaia Gernika R. T.    | Bizkaia Gernika R. T. | 22                 |                    |             |             |  |                          |                          |            |            |  |
|  |                       |                          |                          |                       |                    |                    |             |             |  |                          |                          |            |            |  |
|  |                       |                          |                          |                       |                    |                    |             |             |  |                          |                          |            |            |  |
|  |                       |                          |                          |                       |                    |                    |             |             |  |                          |                          |            |            |  |
|  |                       |                          |                          |                       |                    |                    |             |             |  |                          |                          |            |            |  |

## Calendario y resultados
| AMPO Ordizia             | 21 - 16(b)    | IVECO Universidade Vigo  | Estadio Altamira                       | 18 de septiembre | 12:00 | Díaz          |
| VRAC Quesos Entrepinares | 23 - 22(b)    | UE Santboiana Seat       | Campos de Pepe Rojo                    | 18 de septiembre | 12:30 | Atorrasagasti |
| C.R La Vila              | 36(b) - 22    | Cetransa El Salvador     | Campo municipal de El Pantano          | 18 de septiembre | 12:30 | Mourinha      |
| Cajasol Ciencias         | 27(b) - 25(b) | Getxo Artea Rugby Taldea | Instalaciones deportivas de La Cartuja | 18 de septiembre | 12:30 | Villegas      |
| Bizkaia Gernika          | 17 - 3        | Sanitas Alcobendas       | Campo de Urbieta                       | 17 de septiembre | 17:00 | Molpeceres    |

| IVECO Universidade Vigo  | 17 - 25(b) | Bizkaia Gernika          | Campus de Lagoas-Marcosende          | 25 de septiembre | 12:00 | Villegas        |
| UE Santboiana Seat       | 23 - 17(b) | AMPO Ordizia             | Estadi Baldiri Aleu                  | 25 de septiembre | 12:30 | Fernández Soria |
| Cetransa El Salvador     | 23 - 22(b) | VRAC Quesos Entrepinares | Campos de Pepe Rojo                  | 25 de septiembre | 12:30 | Diaz            |
| Getxo Artea Rugby Taldea | 32 - 32(b) | C.R La Vila              | Ciudad deportiva municipal de Fadura | 25 de septiembre | 12:30 | Ortega          |
| Sanitas Alcobendas       | 13 - 8(b)  | Cajasol Ciencias         | Las Terrazas                         | 24 de septiembre | 17:00 | Gallastegi      |

| IVECO Universidade Vigo  | 29(b) - 56(b) | UE Santboiana Seat       | Campus de Lagoas-Marcosende   | 2 de octubre | 12:00 | Gallastegui     |
| AMPO Ordizia             | 39(b) - 23    | Cetransa El Salvador     | Estadio Altamira              | 1 de octubre | 17:00 | Ortega          |
| VRAC Quesos Entrepinares | 42(b) - 30(b) | Getxo Artea Rugby Taldea | Campos de Pepe Rojo           | 1 de octubre | 17:00 | Fernández Soria |
| C.R La Vila              | 27(b) - 22(b) | Sanitas Alcobendas       | Campo municipal de El Pantano | 2 de octubre | 12:30 | Atorrasagasti   |
| Bizkaia Gernika          | 35(b) - 16    | Cajasol Ciencias         | Campo de Urbieta              | 2 de octubre | 13:30 | Molpeceres      |

| UE Santboiana Seat       | 37(b) - 23 | Bizkaia Gernika          | Estadi Baldiri Aleu                    | 16 de octubre | 12:00 | Molpeceres    |
| Cetransa El Salvador     | 36(b) - 20 | IVECO Universidade Vigo  | Campos de Pepe Rojo                    | 16 de octubre | 12:30 | Atorrasagasti |
| Getxo Artea Rugby Taldea | 10(b) - 15 | AMPO Ordizia             | Ciudad deportiva municipal de Fadura   | 15 de octubre | 17:00 | Villegas      |
| Sanitas Alcobendas       | 16 - 25    | VRAC Quesos Entrepinares | Las Terrazas                           | 15 de octubre | 17:00 | Figueruelo    |
| Cajasol Ciencias         | 22 - 9     | C.R La Vila              | Instalaciones deportivas de La Cartuja | 16 de octubre | 12:30 | Díaz          |

| UE Santboiana Seat       | 29(b) - 8     | Cetransa El Salvador     | Estadi Baldiri Aleu         | 22 de octubre | 16:00 | Gallastegi |
| IVECO Universidade Vigo  | 8 - 14(b)     | Getxo Artea Rugby Taldea | Campus de Lagoas-Marcosende | 23 de octubre | 12:00 | Figueruelo |
| AMPO Ordizia             | 55(b) - 26(b) | Sanitas Alcobendas       | Estadio Altamira            | 23 de octubre | 12:00 | Molpeceres |
| VRAC Quesos Entrepinares | 50(b) - 15    | Cajasol Ciencias         | Campos de Pepe Rojo         | 23 de octubre | 12:30 | Mourinha   |
| Bizkaia Gernika          | 29 - 13       | C.R La Vila              | Campo de Urbieta            | 22 de octubre | 16:00 | Villegas   |

| Cetransa El Salvador     | : | Bizkaia Gernika          | Campos de Pepe Rojo                    | 30 de octubre | : |  |
| Getxo Artea Rugby Taldea | : | UE Santboiana Seat       | Ciudad deportiva municipal de Fadura   | 30 de octubre | : |  |
| Sanitas Alcobendas       | : | IVECO Universidade Vigo  | Las Terrazas                           | 30 de octubre | : |  |
| Cajasol Ciencias         | : | AMPO Ordizia             | Instalaciones deportivas de La Cartuja | 30 de octubre | : |  |
| C.R La Vila              | : | VRAC Quesos Entrepinares | Campo municipal de El Pantano          | 30 de octubre | : |  |

| Cetransa El Salvador    | : | Getxo Artea Rugby Taldea | Campos de Pepe Rojo         | 6 de noviembre | : |  |
| UE Santboiana Seat      | : | Sanitas Alcobendas       | Estadi Baldiri Aleu         | 6 de noviembre | : |  |
| IVECO Universidade Vigo | : | Cajasol Ciencias         | Campus de Lagoas-Marcosende | 6 de noviembre | : |  |
| AMPO Ordizia            | : | C.R La Vila              | Estadio Altamira            | 6 de noviembre | : |  |
| Bizkaia Gernika         | : | VRAC Quesos Entrepinares | Campo de Urbieta            | 6 de noviembre | : |  |

| Bizkaia Gernika          | :    | Getxo Artea Rugby Taldea | Campo de Urbieta                       | 13 de noviembre  | :     |            |
| Sanitas Alcobendas       | :    | Cetransa El Salvador     | Las Terrazas                           | 13 de noviembre  | :     |            |
| Cajasol Ciencias         | :    | UE Santboiana Seat       | Instalaciones deportivas de La Cartuja | 13 de noviembre  | :     |            |
| C.R La Vila              | 27:9 | IVECO Universidade Vigo  | Campo municipal de El Pantano          | 11 de septiembre | 12:30 | Figueruelo |
| VRAC Quesos Entrepinares | :    | AMPO Ordizia             | Campos de Pepe Rojo                    | 13 de noviembre  | :     |            |

| Getxo Artea Rugby Taldea | : | Sanitas Alcobendas       | Ciudad deportiva municipal de Fadura | 27 de noviembre | : |  |
| Cetransa El Salvador     | : | Cajasol Ciencias         | Campos de Pepe Rojo                  | 27 de noviembre | : |  |
| UE Santboiana Seat       | : | C.R La Vila              | Estadi Baldiri Aleu                  | 27 de noviembre | : |  |
| IVECO Universidade Vigo  | : | VRAC Quesos Entrepinares | Campus de Lagoas-Marcosende          | 27 de noviembre | : |  |
| AMPO Ordizia             | : | Bizkaia Gernika          | Estadio Altamira                     | 27 de noviembre | : |  |

| IVECO Universidade Vigo  | : | AMPO Ordizia             | Campus de Lagoas-Marcosende          | 4 de diciembre | : |  |
| UE Santboiana Seat       | : | VRAC Quesos Entrepinares | Estadi Baldiri Aleu                  | 4 de diciembre | : |  |
| Cetransa El Salvador     | : | C.R La Vila              | Campos de Pepe Rojo                  | 4 de diciembre | : |  |
| Getxo Artea Rugby Taldea | : | Cajasol Ciencias         | Ciudad deportiva municipal de Fadura | 4 de diciembre | : |  |
| Sanitas Alcobendas       | : | Bizkaia Gernika          | Las Terrazas                         | 4 de diciembre | : |  |

| Bizkaia Gernika          | : | IVECO Universidade Vigo  | Campo de Urbieta                       | 8 de enero | : |  |
| AMPO Ordizia             | : | UE Santboiana Seat       | Estadio Altamira                       | 8 de enero | : |  |
| VRAC Quesos Entrepinares | : | Cetransa El Salvador     | Campos de Pepe Rojo                    | 8 de enero | : |  |
| C.R La Vila              | : | Getxo Artea Rugby Taldea | Campo municipal de El Pantano          | 8 de enero | : |  |
| Cajasol Ciencias         | : | Sanitas Alcobendas       | Instalaciones deportivas de La Cartuja | 8 de enero | : |  |

| UE Santboiana Seat       | : | IVECO Universidade Vigo  | Estadi Baldiri Aleu                    | 22 de enero    | : |  |
| Cetransa El Salvador     | : | AMPO Ordizia             | Campos de Pepe Rojo                    | 22 de enero    | : |  |
| Getxo Artea Rugby Taldea | : | VRAC Quesos Entrepinares | Ciudad deportiva municipal de Fadura   | 22 de enero    | : |  |
| Sanitas Alcobendas       | : | C.R La Vila              | Las Terrazas                           | Por determinar | : |  |
| Cajasol Ciencias         | : | Bizkaia Gernika          | Instalaciones deportivas de La Cartuja | 22 de enero    | : |  |

| Bizkaia Gernika          | : | UE Santboiana Seat       | Campo de Urbieta              | 26 de febrero | : |  |
| IVECO Universidade Vigo  | : | Cetransa El Salvador     | Campus de Lagoas-Marcosende   | 26 de febrero | : |  |
| AMPO Ordizia             | : | Getxo Artea Rugby Taldea | Estadio Altamira              | 26 de febrero | : |  |
| VRAC Quesos Entrepinares | : | Sanitas Alcobendas       | Campos de Pepe Rojo           | 26 de febrero | : |  |
| C.R La Vila              | : | Cajasol Ciencias         | Campo municipal de El Pantano | 26 de febrero | : |  |

| Cetransa El Salvador     | : | UE Santboiana Seat       | Campos de Pepe Rojo                    | 3 de marzo | : |  |
| Getxo Artea Rugby Taldea | : | IVECO Universidade Vigo  | Ciudad deportiva municipal de Fadura   | 3 de marzo | : |  |
| Sanitas Alcobendas       | : | AMPO Ordizia             | Las Terrazas                           | 3 de marzo | : |  |
| Cajasol Ciencias         | : | VRAC Quesos Entrepinares | Instalaciones deportivas de La Cartuja | 3 de marzo | : |  |
| C.R La Vila              | : | Bizkaia Gernika          | Campo municipal de El Pantano          | 3 de marzo | : |  |